# Anne Tanyi Tang
Anne Tanyi Tang morte le 2 juin 2019, est une ⁣⁣dramaturge⁣⁣, camerounaise et professeur à l'université de Yaoundé I.

## Biographie

### Jeunesse et éducation
Elle est née à Akiriba, un village de Manyu, dans la région du Sud-Ouest du Cameroun.
Après son GCE Advanced Levels, elle entre à l'Université de Yaoundé, aujourd'hui Université de Yaoundé I, où elle obtient un Bachelor of Arts (BAS) en Langue Anglaise.
Elle se rend ensuite à l'Université du Kent à Canterbury, en Angleterre, où elle s'inscrit au Département d'Art Dramatique et d'études théâtrales de la Faculté des Sciences Humaines.
En Novembre 1989, elle est admise au Master of Arts (MA) et part ensuite pour l'Université de St Andrews, en Écosse, où elle obtient un Doctorat en Philosophie en Théâtre Dramatique et en Anthropologie Sociale en Juillet 1994, au Département d'Anthropologie Sociale de la Faculté des Lettres.

### Carrière
À sa mort, Anne Tanyi Tang est professeur au Département des Arts et de l'Archéologie de l'Université de Yaoundé I.
Elle a occupé le poste de Vice-Doyenne chargée des programmes et des affaires académiques à la faculté des lettres de l'Université de Buea.
Elle est également dramaturge et a écrit plusieurs œuvres sur la culture camerounaise, la tradition et la place de la femme contemporaine dans la société camerounaise.

### Impact sur féminisme
En tant que dramaturge, ses pièces sont genrées par nature et représentent des femmes dans différents domaines socioculturels et économiques de la société camerounaise contemporaine. Les œuvres d'Anne Tanyi Tang continuent de contribuer au développement de la dramaturgie Camerounaise Anglophone. D'un point de vue féministe, les pièces d'Anne Tanyi Tang offrent une vision plus nuancée des femmes en tant qu'êtres humains affirmés, rebelles et intelligents qui organisent une résistance réussie au patriarcat,.

### Décès
La dramaturge et Professeur Anne Tanyi Tang est décédée dimanche 2 juin, 2019 au CHU de Yaoundé après une brève maladie,,

## Récompenses et Reconnaissance
En 2004, Anne Tanyi-Tang reçoit une Bourse Fulbright de Chercheur Principal Africain aux États-Unis.

### Pièces
- Ewa and Other Plays
- Chief Ayito and Other Plays
- Three Plays: The Heiress, The Song of Ayanta and Obsession[2]

### Romans
- Down the Hill
- Visiting America
- Marinuelle
- Eneta vs Elimo[7]